# Gaetano Alimonda
Gaetano Alimonda (Genova, 23 ottobre 1818 – Genova, 30 maggio 1891) è stato un cardinale e arcivescovo cattolico italiano.

## Biografia
Gaetano Alimonda nacque a Genova il 23 ottobre 1818, ricevendo la cresima il 5 aprile 1831. Intrapresa la carriera ecclesiastica, studiò all'Università di Genova dove si laureò in teologia. Ottenuto il suddiaconato il 17 dicembre 1842, divenne diacono l'11 marzo 1843. Venne infine ordinato sacerdote il 10 giugno 1843.
Dopo la sua ordinazione sacerdotale, fu per molti anni rettore del Seminario di Genova per le proprie apprezzate doti di educatore e venne nominato in quegli anni Prelato Domestico di Sua Santità.
Eletto vescovo di Albenga il 21 settembre 1877, venne ufficialmente consacrato l'11 novembre di quello stesso anno nella cattedrale di San Lorenzo a Genova.
Papa Leone XIII lo elevò al rango di cardinale nel concistoro del 12 maggio 1879, Alimonda ricevette quindi la porpora ed il titolo di Santa Maria in Traspontina il 22 settembre di quello stesso anno. In quell'occasione rinunciò alla reggenza della diocesi di Albenga.
Il 9 agosto 1883 venne promosso arcivescovo di Torino.
Morì a Genova-Albaro il 30 maggio 1891 all'età di 72 anni. Le sue spoglie, dopo la pubblica venerazione nella cattedrale metropolitana di San Lorenzo a Genova ed in quella di Torino, sono conservate nella cappella degli arcivescovi nel cimitero monumentale di Torino. 
A Gaetano Alimonda è intitolata una piazza nella sua città natale, piazza diventata tristemente nota per gli scontri che vi si svolsero in occasione del G8 del 2001, nei quali fu ucciso il manifestante Carlo Giuliani.

## Genealogia episcopale e successione apostolica
La genealogia episcopale è:
- Cardinale Scipione Rebiba
- Cardinale Giulio Antonio Santori
- Cardinale Girolamo Bernerio, O.P.
- Arcivescovo Galeazzo Sanvitale
- Cardinale Ludovico Ludovisi
- Cardinale Luigi Caetani
- Cardinale Ulderico Carpegna
- Cardinale Paluzzo Paluzzi Altieri degli Albertoni
- Papa Benedetto XIII
- Papa Benedetto XIV
- Cardinale Enrico Enriquez
- Arcivescovo Manuel Quintano Bonifaz
- Cardinale Buenaventura Córdoba Espinosa de la Cerda
- Cardinale Giuseppe Maria Doria Pamphilj
- Papa Pio VIII
- Papa Pio IX
- Cardinale Gustav Adolf von Hohenlohe-Schillingsfürst
- Arcivescovo Salvatore Magnasco
- Cardinale Gaetano Alimonda

La successione apostolica è:
- Arcivescovo Francesco Maria Imparati, O.F.M.Obs. (1880)
- Arcivescovo Lorenzo Carlo Pampirio, O.P. (1880)
- Vescovo Giuseppe Ronco (1881)
- Vescovo Giuseppe Candido (1881)
- Vescovo Filippo Chiesa (1881)
- Vescovo Eliseo Giordano, O.Carm. (1883)
- Arcivescovo Giovanni Battista Bertagna (1884)
- Cardinale Giovanni Cagliero, S.D.B. (1884)
- Cardinale Teodoro Valfrè di Bonzo (1885)
- Vescovo Domenico Cumino (1886)
- Cardinale Agostino Richelmy (1886)
- Arcivescovo Edoardo Pulciano (1887)
- Vescovo Giuseppe Francesco Re (1890)